# テンメイ
テンメイ（1974年4月13日 - 
1993年10月7日）は、日本中央競馬会に所属していた競走馬・種牡馬。牝馬初の啓衆社賞年度代表馬・トウメイの代表産駒で、1978年の天皇賞（秋）で史上初の天皇賞母子制覇を成し遂げた。
馬齢は2000年以前に使用されていた旧表記（数え年）とする。

## 生涯

### 誕生
1971年の有馬記念を快勝して引退したトウメイであったが、馬流感騒動のため、馬主の近藤克夫が所有馬のうち牝馬を繋養するために開設した幕別牧場での繁殖生活が出来なくなってしまった。そこで、急遽育成時代にお世話になった藤沢牧場で繁殖生活を送ることとなり、一時避難的な藤沢牧場時代の1974年にルイスデールとの間に2番仔として生まれたのがテンメイである。

### 競走馬時代

#### 3歳、4歳（中央競馬）
母のトウメイと同じ栗東・坂田正行厩舎に入り、主戦騎手も清水英次になった。1976年11月に京都でデビューし、12月の阪神での3戦目で勝ち上がるが、4歳になった1977年に入っても条件戦で勝ちきれないレースが続き、春のクラシック参戦は叶わなかった。7月の中京で2勝目を挙げると、1戦挟んで600万下を2連勝して菊花賞に滑り込み出走を果たした。菊花賞は単勝9番人気であったが、1番人気の東京優駿馬・ラッキールーラを尻目に先頭に立つとしぶとい粘りを見せ、ゴール前で郷原洋行が駆るプレストウコウの強襲に屈したものの2着と健闘。実況していた杉本清（当時・関西テレビアナウンサー）は「テンメイ先頭、テンメイ先頭、テンメイが先頭だ!」と直線で何度もテンメイの名を口にし、「トウメイが待っているぞ!」と母の名も出して印象的なフレーズを口にした。続くオープン3着・阪神大賞典2着と好走し、菊花賞がフロックではないことを証明した。

#### 5歳〜天皇賞制覇まで
15戦した4歳時の前年とは打って変わり、5歳になった1978年はゆったりとしたローテーションで使われた。復帰戦のサンケイ大阪杯は8着に終わったが、母が2連覇したマイラーズカップで二冠牝馬・インターグロリアの2着に入ったが、春はこの2戦だけで終えた。秋に復帰して京都のオープンを9着・2着となった後、母が勝った天皇賞（秋）に出走。この年の天皇賞（秋）は予想外のアクシデントから始まった。枠入り直後にパワーシンボリがゲートに噛みついてスタートできず、発走やり直し（カンパイ）という珍事が発生。ゲートから出た馬たちを呼び戻し、発走前のファンファーレから再びやり直しとなった。再スタートとなったレースではスタートを待つ間に興奮してしまい、郷原の豪腕をもってしても制御が利かない状態となったプレストウコウが、1周目のスタンド前の大歓声に興奮して止むなく暴走気味の大逃げを打つ波乱の展開となった。向正面で10馬身近い差を付けたプレストウコウはその差を利用しての粘り込みを図るが、菊花賞とは逆にゴール前でテンメイが半馬身差交わし優勝。初重賞制覇が天皇賞となると共に、史上初の母子天皇賞制覇を成し遂げた。同一馬主・同一調教師・同一騎手による勝利となったほか、母と同じ大外12番枠スタートからの半馬身差勝利という偶然も重なった。

#### 天皇賞制覇後
天皇賞制覇後はクリスマスイブの阪神大賞典で1番人気に推されたが、同年の菊花賞2着馬のキャプテンナムラ、菊花賞馬のインターグシケンに交わされて6着と敗退。1979年も連敗は続き、中京で行われた京都大賞典でハシハーミット・リュウキコウを相手にレコード勝ちするが、勝ち星はそれ一つにとどまった。関係者は同年を最後に引退させるつもりであったが、「天皇賞馬」の肩書きはあるものの、スピード競馬の黎明期にあってステイヤー血統のテンメイには種牡馬としての需要がなかった。関係者が期待していた日本中央競馬会による購入は実現しなかったため、テンメイは競走生活を続行せざるを得なくなったが、テンメイを宮城県で種牡馬として個人で所有すると、藤村稔という人物が現れる。1980年6月の宝塚記念12着を最後に中央における競走馬登録を抹消し、当初はそのまま競走馬を引退して種牡馬になると報道されたが、種牡馬にするという約束で購入した藤村が約束を違え、岩手・水沢の村上初男厩舎に移籍して競走馬生活を続けていることが判明。この事実は競馬ファンの反発を招き、「トウメイの血を守る会」が結成された。抗議活動を続けたところで所有者の意思には干渉できないという事実の前に会の活動は行き詰まり、発起人を含め脱落する会員も相次いだが、一部は資金を作り、藤村から200万円でテンメイを購入することに成功した。藤村との購入交渉にあたった会員は、藤村や村上は競馬ファンやマスコミからの評価とは異なり好人物で、愛情をもってテンメイに接していたと証言している。当時の岩手は多くの元中央オープン馬が走っており、ガーネツトの孫娘で優駿牝馬8着のサニーバース、関屋記念2着のヒロワイルド、中央11勝で岩手でも12勝したスリーパレード、重賞は勝てなかったものの2着5回と3着6回を記録したマーブルペンタス、目黒記念（秋）でカシュウチカラを破ったブルーハンサム、アズマデライト、札幌記念や阪急杯など重賞4勝のテルノエイトといった馬達とテンメイは対戦。岩手では1980年の桐花賞・北上川大賞典3着が最高とビッグタイトルには手が届かなかったが、26戦7勝の成績を挙げ、1982年8月のシアンモア記念4着を最後に競走馬を引退。

### 競走馬引退後
水沢時代の主戦であった村上昌幸（現調教師）によると、引退後は水沢競馬場が乗馬として引き取るという話が持ち上がったが、藤沢牧場は「一生ウチで面倒を見る」と言って断ったという。1982年9月に藤沢牧場へ移動して種牡馬となったが、目立った活躍馬を送り出せず、1993年10月7日に骨折が原因で母より先に死去。享年19歳。

## 血統表
| テンメイの血統（ハイペリオン系/Hyperion 4×5=9.38%、Pharos 5×5=6.25%（父内）、トウルヌソル 5×5=6.25%（母内）） | テンメイの血統（ハイペリオン系/Hyperion 4×5=9.38%、Pharos 5×5=6.25%（父内）、トウルヌソル 5×5=6.25%（母内）） | テンメイの血統（ハイペリオン系/Hyperion 4×5=9.38%、Pharos 5×5=6.25%（父内）、トウルヌソル 5×5=6.25%（母内）） | （血統表の出典）    | （血統表の出典） |
| 父 *ルイスデール Ruysdael 1964 鹿毛                                                                           | 父の父Right Royal 1958 黒鹿毛                                                                                 | Owen Tudor | Hyperion            | Hyperion         |
| 父 *ルイスデール Ruysdael 1964 鹿毛                                                                           | 父の父Right Royal 1958 黒鹿毛                                                                                 | Owen Tudor | Mary Tudor          |                  |
| 父 *ルイスデール Ruysdael 1964 鹿毛                                                                           | 父の父Right Royal 1958 黒鹿毛                                                                                 | Bastia | Victrix             | Victrix          |
| 父 *ルイスデール Ruysdael 1964 鹿毛                                                                           | 父の父Right Royal 1958 黒鹿毛                                                                                 | Bastia | Barberybush         |                  |
| 父 *ルイスデール Ruysdael 1964 鹿毛                                                                           | 父の母Rossellina 1957 鹿毛                                                                                    | Tenerani | Bellini             | Bellini          |
| 父 *ルイスデール Ruysdael 1964 鹿毛                                                                           | 父の母Rossellina 1957 鹿毛                                                                                    | Tenerani | Tofanella           |                  |
| 父 *ルイスデール Ruysdael 1964 鹿毛                                                                           | 父の母Rossellina 1957 鹿毛                                                                                    | Romanella | El Greco            | El Greco         |
| 父 *ルイスデール Ruysdael 1964 鹿毛                                                                           | 父の母Rossellina 1957 鹿毛                                                                                    | Romanella | Barbara Burrini     |                  |
| 母 トウメイ 1966 黒鹿毛                                                                                       | 母の父*シプリアニ Cipriani 1958 黒鹿毛                                                                        | Never Say Die                                                                                                 | Nasrullah           | Nasrullah        |
| 母 トウメイ 1966 黒鹿毛                                                                                       | 母の父*シプリアニ Cipriani 1958 黒鹿毛                                                                        | Never Say Die                                                                                                 | Singing Grass       |                  |
| 母 トウメイ 1966 黒鹿毛                                                                                       | 母の父*シプリアニ Cipriani 1958 黒鹿毛                                                                        | Carezza | Rockefella          | Rockefella       |
| 母 トウメイ 1966 黒鹿毛                                                                                       | 母の父*シプリアニ Cipriani 1958 黒鹿毛                                                                        | Carezza | Canzonetta          |                  |
| 母 トウメイ 1966 黒鹿毛                                                                                       | 母の母トシマンナ 1958 栗毛                                                                                    | メイヂヒカリ                                                                                                  | クモハタ            | クモハタ         |
| 母 トウメイ 1966 黒鹿毛                                                                                       | 母の母トシマンナ 1958 栗毛                                                                                    | メイヂヒカリ                                                                                                  | シラハタ            |                  |
| 母 トウメイ 1966 黒鹿毛                                                                                       | 母の母トシマンナ 1958 栗毛                                                                                    | トキフジ | トキノチカラ        | トキノチカラ     |
| 母 トウメイ 1966 黒鹿毛                                                                                       | 母の母トシマンナ 1958 栗毛                                                                                    | トキフジ | 第六マンナ F-No.1-b |                  |

- 5代母代マンナ（競走馬名ロビンオー）は1932年の帝室御賞典勝ち馬。さらに牝系を遡ると、小岩井農場の基礎輸入牝馬の一頭であるフラストレートにたどり着く。